# Campeonato Paraibano de Futebol de 1943
O Campeonato Paraibano de Futebol de 1943 foi a 34ª edição do campeonato, organizado e dirigido pela Federação Desportiva Paraibana. Contou com a participação de 6 times e ao final, o Clube Astrea, de João Pessoa conseguiu o seu segundo título paraibano, depois disso o time bicampeão não mais disputou o campeonato.

## Participantes
O campeonato estadual de 1943 contou com 6 participantes<ref>Composition of the Championships. Disponível em, foram eles:
| Clube                     | Cidade      |
| ------------------------- | ----------- |
| 19 de Março Esporte Clube | João Pessoa |
| Clube Astrea              | João Pessoa |
| Dolaport Esporte Clube    | João Pessoa |
| Esporte Clube Cabo Branco | João Pessoa |
| Felipeia Esporte Clube    | Bayeux      |
| Palmeiras Sport Club      | João Pessoa |

## Vencedor
| Campeonato Paraibano de Futebol de 1943 |
| --------------------------------------- |
| Clube Astrea Bicampeão (2º título)      |